# ورزشگاه باشگاه الحزم
ورزشگاه باشگاه الحزم (به عربی: ملعب نادی الحزم)، ورزشگاهی در عربستان سعودی است که در شهر رس واقع شده است و میزبان باشگاه فوتبال الحزم است.